# 6. SS-Freiwilligen-Sturmbrigade Langemarck
De 6. SS-Freiwilligen-Sturmbrigade "Langemarck" (ook wel bekend als de Sturmbrigade Langemarck) was een Vlaamse Waffen-SS-eenheid die op 7 mei 1943 uit het Vlaams Legioen werd opgericht, en later werd omgevormd tot de 27. SS-Freiwilligen-Grenadier-Division Langemarck.
De omvorming van Vlaams Legioen tot Sturmbrigade Langemarck leidde bij heel wat Vlaamse vrijwilligers tot spanningen, omdat elke letterlijke verwijzing naar Vlaanderen in de eenheidsnaam nu verdwenen was, en enkel nog maar naar een klein dorpje in West-Vlaanderen gerefereerd werd dat voor de Duitsers door de Langemarck-Mythos belangrijk was. Bovendien wensten ze hun legioenstatuut te behouden, zodat ze de SS-eed niet hoefden af te leggen.
De Sturmbrigade Langemarck was een zwaarbewapende eenheid met zo'n 2000 manschappen. Ze werden eind 1943 ingezet nabij Jampol op het Russische zuidfront waar ze meteen zware verliezen leden. In maart 1944 werden ze teruggetrokken. Midden 1944 kwam de Sturmbrigade weer in actie, dit keer aan de Narva op het noordfront. In september 1944 gaf Reichsführer-SS Heinrich Himmler het bevel de Sturmbrigade Langemarck om te vormen tot de 27. SS-Freiwilligen-Grenadier-Division Langemarck, wat geschiedde op 19 oktober. Hierbij nam Thomas Müller het bevel over van Konrad Schellong.
Langemarck was een verwijzing naar het West-Vlaamse dorp Langemark, waar in de Eerste Wereldoorlog aan het IJzerfront een groot aantal Duitsers sneuvelde.

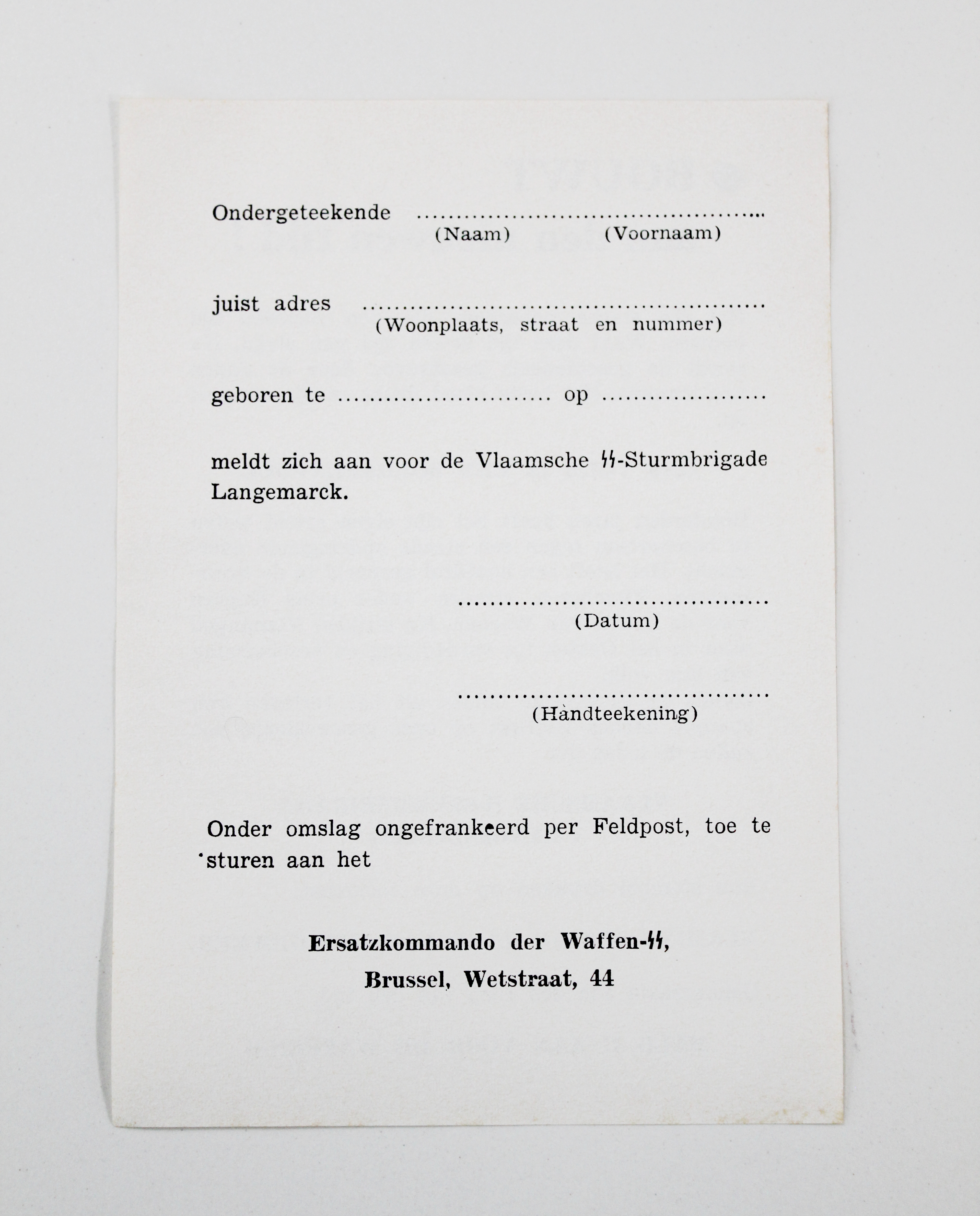
Inschrijfformulier Sturmbrigade "Langemarck"

## Krijgsgeschiedenis
Nadat het SS-Freiwilligen-Legion Flandern van het front bij Leningrad was gehaald, werd door het SS-Führungshauptamt bevolen dat het Legioen zou worden omgevormd tot Brigade. De naam werd gewijzigd in 6. SS-Freiwilligen-Sturmbrigade "Langemarck", kortweg Sturmbrigade Langemarck, en de brigade werd voor de opleiding naar Dębica gestuurd. Naast de Vlaamse leden werd er een bataljon Finse vrijwilligers toegevoegd, alsmede een nieuwe groep Vlamingen, en nieuwe rekruten. Hieruit werden een tankjagercompagnie, een bataljon met gemechaniseerd geschut en een FlaKbataljon gevormd.
In december 1943 was de nieuwe brigade gevechtsklaar en op 26 december 1943 arriveerde het aan het front in Oekraïne, en de daaropvolgende weken was het betrokken bij de vele defensieve gevechten die de Duitse troepen er moesten voeren. Samen met de 2. SS-Panzer-Division Das Reich zat de Sturmbrigade vast in de buurt van Zjytomyr en Jampol. In de poging om uit te breken verloor de brigade een groot deel van haar manschappen en materieel.
In april 1944 werd de Sturmbrigade naar Bohemen getransporteerd om opnieuw op krachten te komen en te hergroeperen. In deze periode ontwikkelde de brigade zich tot een onafhankelijke eenheid die overal inzetbaar was. Uit de brigade werd de Kampfgruppe Rehmann (Taakgroep Rehmann) gevormd, die naar de rivier de Narva werd gestuurd om deel te nemen aan de Slag om Narva.
Deze kleine gevechtseenheid werd deel van de III.SS-Germanische Panzerkorps Steiner, onder bevel van Felix Steiner. Doordat de commandant van de brigade Konrad Schellong aan het herstellen was van enkele verwondingen werd Wilhelm Rehmann gepromoveerd tot Sturmbannführer en kreeg hij het directe bevel over de Kampfgruppe.

### Slag om de Narva
De Slag om de Narva was een onderdeel van het grootste offensief in de geschiedenis. Op 22 juni 1944 stootten de Sovjets, over een front van ruim 400 kilometer, massaal vooruit. De Duitse eenheden werden ondanks felle weerstand voor het grootste deel vernietigd. Op 10 juli was er geen verbinding meer tussen Heeresgruppe Nord (Legergroep Noord) en Heeresgruppe Mitte (Legergroep Midden), de Russen, bestaande uit 29 infanteriedivisies en 1 pantserdivisie, hadden een gat van 25 kilometer lang geslagen in de Duitse linies en waren op weg naar de Donau, richting Letland en Litouwen. Door dit gat was de Heeresgruppe Nord afgesneden van elke Duitse linie en zat het in de val.
Op 23 juli namen de Duitsers hun verstevigde stellingen in, in het bruggenhoofd over de Narva. Op 24 juli arriveerde Kampfgruppe Rehmann in Litouwen en voegde zich bij de 5.SS-Freiwilligen Sturmbrigade Wallonien.
De Russen hadden toen al de steden Hungerburg en Riigi bezet. De Duitse eenheden rond de stad Narva stonden nu tegenover het 3e Baltische Front, dat bestond uit 20 divisies. Het Noordelijk Front stond op het punt te worden overweldigd. De Sovjets zouden proberen via een tangbeweging de III.SS-Panzerkorps "Steiner" in te sluiten en vervolgens te vernietigen.
Op 25 juli kreeg de Kampfgruppe Rehmann het bevel om zich in te graven op het terrein waar de Slag om Narva zich zou gaan afspelen, bekend onder de naam Kinderheim-Höhe ("Weeshuisheuvel"). De heuvel ligt in de Estische plaats Sinimäe. Om 22:30 werden de inwoners van de stad Narva en de bewoners van de gebieden rond de Narvabocht geëvacueerd en namen troepen hun stellingen in op de Tannenberglinie. Aan de rechterkant lag de 11. SS-Freiwilligen-Panzergrenadier-Division Nordland, aan de linkerkant de 4.SS-Freiwilligen-Panzergrenadier-Brigade Nederland en in het midden de Kampfgruppe Rehmann. Verder waren er ook eenheden van de 20. Waffen-Grenadier-Division der SS (estnische Nr. 1) aanwezig.
Op 26 juli viel het Noordfront uiteen, de Sovjets vielen overal aan. De Russische artillerie begon met een zware beschieting van de Duitse posities op de Kinderheim-Höhe. Een projectiel raakte het hoofdkwartier van de Kampfgruppe, waardoor alle commandanten gedood werden. Standartenführer Wilhelm Rehmann raakte zwaargewond. De Vlaamse Untersturmführer Georg D'Haese nam het bevel over.
Op 27 juli werden de posities van de Tannenberglinie cruciaal, ze controleerden op dat moment het hele gebied. De linie bestond op dat moment nog uit drie heuvels: Kinderheim-Höhe, Grenadier-Höhe (Grenadiersheuvel) en Höhe-69.9 (Heuvel 69.9).
Op 28 juli arriveerden de Russen met 11 infanteriedivisies en 6 tankbrigades bij de Tannenberglinie. Steiner had 4 divisies om de heuvel mee te verdedigen, en deze divisies konden niet lang meer standhouden.
Op 29 juli bestookte de Duitse artillerie de Russische aanvallers in de hoop hen terug te drijven. Daarnaast wisten de tanks en het gemechaniseerde geschut van de "Nordland"-divise de Russen terug te drijven en ze zelfs verder terug te laten trekken. Na ruim drie dagen was de Slag om Narva voorbij.
Later, in juni 1944 kreeg de Sturmbrigade een tweede Panzergrenadie abteilung (Pantsergrenadier afdeling) en werd de Sturmgeschütz-Batterie ook omgevormd tot een Abteilung, maar groeide het niet daadwerkelijk in kracht.
In september 1944 werden de restanten van de Kampfgruppe Rehmann over zee naar Świnoujście verscheept en op 18 oktober werd de 6. SS-Freiwilligen-Sturmbrigade "Langemarck" omgevormd tot de 27. SS-Freiwilligen-Grenadier-Division Langemarck.

## Samenstelling
Dit was de samenstelling van de brigade op 15 juni 1944:
- Stabskompanie
- I. Bataillon/6. SS-Freiwilligen-Sturmbrigade "Langemarck"
  - 1. Kompanie
  - 2. Kompanie
  - 3. Kompanie
  - 4. schwere Kompanie
  - 5. Panzerjäger-Kompanie
- II. Bataillon/6. SS-Freiwilligen-Sturmbrigade "Langemarck"
  - 6. Kompanie
  - 7. Kompanie
  - 8. Kompanie
  - 9. schwere Kompanie
  - 10. Panzerjäger-Kompanie
- 11. Infanteriegeschütz-Kompanie
- 12. Sturmgeschütz-Batterie
- 13. leichte Flugabwehr-Kompanie
- 14. schwere Flugabwehr-Batterie

## Commandanten
- SS-Sturmbannführer Konrad Schellong - 22 oktober 1943 - 19 oktober 1944

## Onderscheidingen
Van de Sturmbrigade werden twee leden onderscheiden met het Ridderkruis:
- Konrad Schellong (SS-Obersturmbannführer), op 28 februari 1945
- Remi Schrijnen (SS-Sturmmann), op 21 september 1944